# Heliodisplay
Heliodisplay – urządzenie służące wyświetlaniu obrazów w specjalnie przygotowanym powietrzu (helioekran).

## Modele

### M1
Oryginalne M1 zostały wyprodukowane przez IO2 we wrześniu 2005 i są one zaawansowanymi prototypami. Mimo to kilka z nich zostało sprzedanych za pomocą serwisu eBay. Ich cena wynosiła wówczas 600 dolarów.

### M2
M2 to druga generacja Heliodisplay. Poza bardziej zaawansowanymi parametrami technicznymi została wyposażona w ekran dotykowy. Urządzenie to charakteryzują następujące parametry techniczne:
- Rozmiar obrazu: 30 cali
- Wyświetlany obraz: 4:3 lub 16:9
- Rozdzielczość: SVGA 800x600 pikseli (obsługuje 1280x1024)
- Kontrast: 2000:1
- Reprodukcja kolorów: 16,7 mln
- Wejścia wideo: RGB, USB, RCA video, S-VIDEO, VGA
- Waga: 15,6 kg
- Moc: 350W